# Brandon Beemer
Brandon Richard Beemer, född 27 februari 1980 i Eugene i Oregon, är en amerikansk skådespelare och fotomodell.

## Tidigt liv
Beemer föddes i Eugene, Oregon. Han har tyska och irländska förfäder. Hans första jobb var som förare i den lokala Coca-Cola-tappningsanläggningen. Efter gymnasiet flyttade han till New York och blev fotomodell. Där började han med ta skådespelarklasser, och flyttade till Los Angeles för att fortsätta att vara skådespelare på heltid.

## Karriär
Beemer spelade Shawn-Douglas Brady i Våra bästa år och gjorde sin debut i rollen den 29 september 2006. Han ersatte Jason Cook, som hade spelat rollen sedan oktober 1999. Den 21 januari 2008, rapporterades det att Beemer och Martha Madison hade fått sparken från serien. Det tillkännagavs i maj 2008 att Beemer skulle vara med i Glamour. Beemer gjorde sin debut i serien den 2 juli 2008.

## Privatliv
I början av 2007 skrev skvallerbloggaren Perez Hilton på sin webbplats att Beemer dejtade popsångaren Lance Bass; Beemer har förnekat detta och säger att Bass bara är en vän. Beemer är i en relation med Nadia Björlin.

## Filmografi
- Material Girls (2006) - Mac Rionn
- Suits on the Loose (2005) - Justin
- The Brotherhood (2001) - Frat Slob #2

### Television
- Glamour (2008-) - Owen Knight
- Våra bästa år (2006-2008) - Shawn-Douglas Brady
- CSI: Crime Scene Investigation (2003) - Ross Jenson
- Undressed (2001) - Lucas
- General Hospital- Seth